# 大統領令 (アメリカ合衆国)

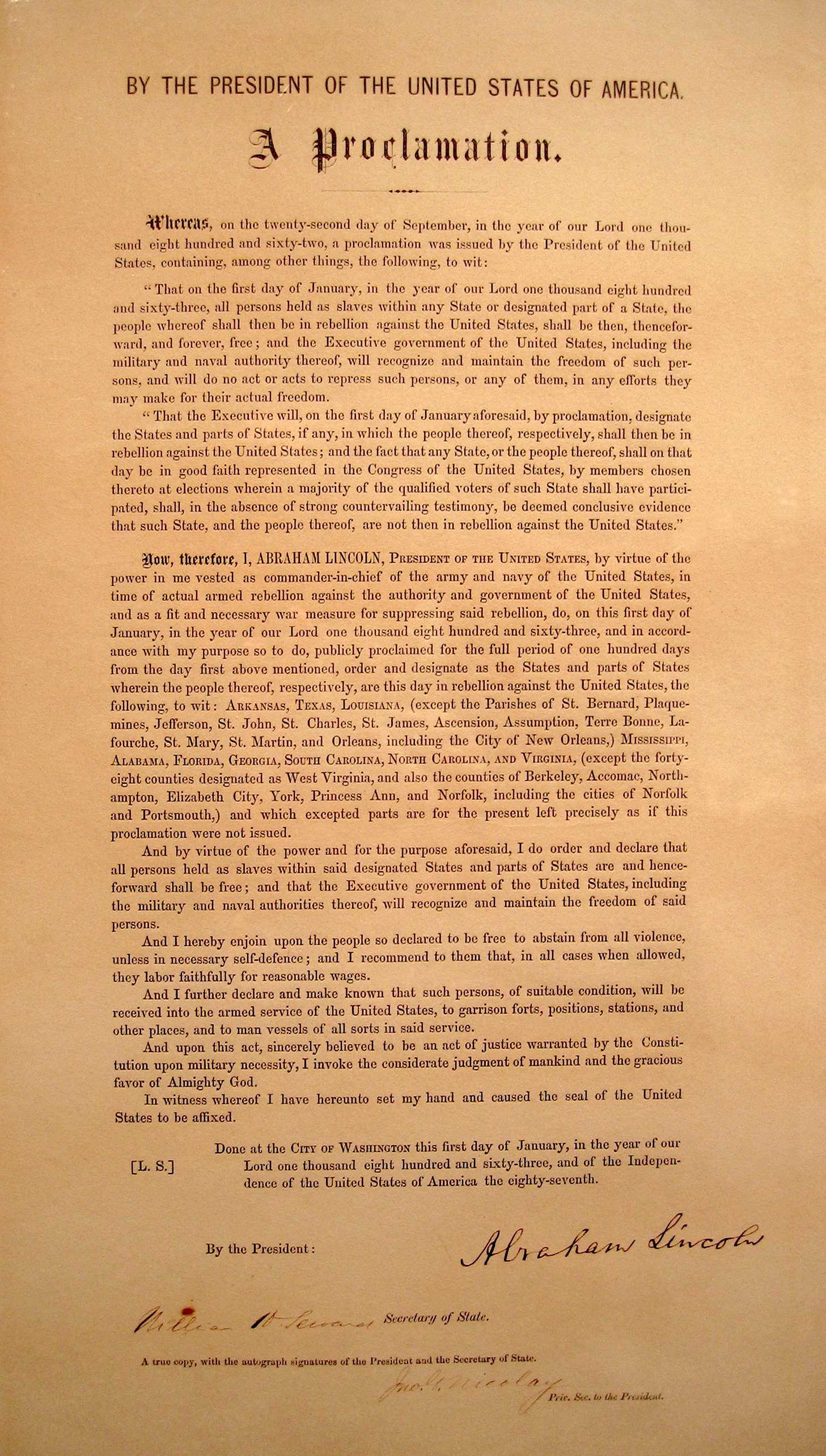
大統領令1号『奴隷解放令』
----
南北戦争の最中の1864年にフィラデルフィアで北軍の戦費調達のために印刷・発売された「リーランド＝ボーカー決定版『奴隷解放令』」。エイブラハム・リンカーン大統領自らの署名が入ったものは今日48枚が現存する。ペンシルベニア州立大学特別コレクション ライブラリ収蔵。

大統領令（だいとうりょうれい、大統領命令、大統領行政命令、執行命令）は、アメリカ合衆国議会の承認を得ずに、アメリカ合衆国大統領がアメリカ合衆国連邦政府やアメリカ軍に対して発するアメリカ合衆国の行政命令・行政委任立法。
アメリカ合衆国憲法で明確に規定されているわけではなく、1789年以降、行政官による任務遂行の命令に資するために発せられてきた。
日本語では、「大統領令」という表現にexecutive order（行政命令）とpresidential memorandum（大統領覚書）の二つを含める場合と、executive order（行政命令）だけを含める場合とがある。

## 種類
アメリカ合衆国連邦政府では、以下の概念その他が存在する。
- 大統領命令 (Presidential directive)（英語版） - 最広義の「大統領命令」であり、およそ大統領が発する命令の全てを指し、以下の全てを含む。
  - 大統領命令 (Executive order)（英語版） - 連邦政府の運営を管理するための命令。
  - 大統領布告 (Presidential proclamation)（英語版） - 状況を述べ、法令を宣言し、その順守を要請し、出来事を認知し、或いは、法令に明記されている状況の現実化を認知することで法令の実施を発動する、布告 (Proclamation) 。
  - 大統領覚書 (Presidential memorandum)（英語版） - 連邦行政府の様々な諸省庁の行動・実務・政策などを管理・統治する、覚書。
  - 大統領決定 (Presidential Determination)（英語版） - 連邦行政府の公的な政策や立場となる、ホワイトハウスが発する決定。
  - 大統領認定通告 (Presidential finding)（英語版） - 議会（その委員会を含む）への、特定の事態が発生したことの認定・通告。
  - 国家安全保障命令 (National security directive)（英語版） - 国家安全保障会議への命令。

## 連邦議会の立法権との関係
連邦議会が制定する法律に基づく大統領への委任立法であることもあり、また逆に、連邦議会による立法で上書き（無効化・廃止）され得る。

## 連邦最高裁の司法権・違憲審査権との関係
連邦最高裁判所による違憲判決で上書き（無効化）され得る。
実際に連邦最高裁による違憲判決で無効化されたことは過去に複数回あり、その内の1つは、ハリー・S・トルーマン大統領が朝鮮戦争時にストライキしていたオハイオ州の製鉄工場を強制接収した『大統領令10340号』である。

## 歴史
1907年から番号が振られ始め、エイブラハム・リンカーン大統領が1862年に発した『奴隷解放令』まで遡って番号を振った。
日本において有名なものに、太平洋戦争時の大規模な日系アメリカ人の土地の強制収用とそれに付随する強制収容の根拠となった、フランクリン・ルーズベルト大統領による1942年2月19日の『大統領令9066号』がある。
そのフランクリン・ルーズベルト大統領は、歴代で最多の3721本を発している。
毎年ホワイトハウスで感謝祭の前日に行われる七面鳥恩赦式にて、「turkey pardon（七面鳥恩赦）」と呼ばれる、料理のために用意された七面鳥を放免する儀式が行われるが、2014年、バラク・オバマ大統領は、この恩赦の命令を「executive order」と表現した。